# Halânga, Mehedinți
Halânga este un sat în comuna Izvoru Bârzii din județul Mehedinți, Oltenia, România.